# Transcend

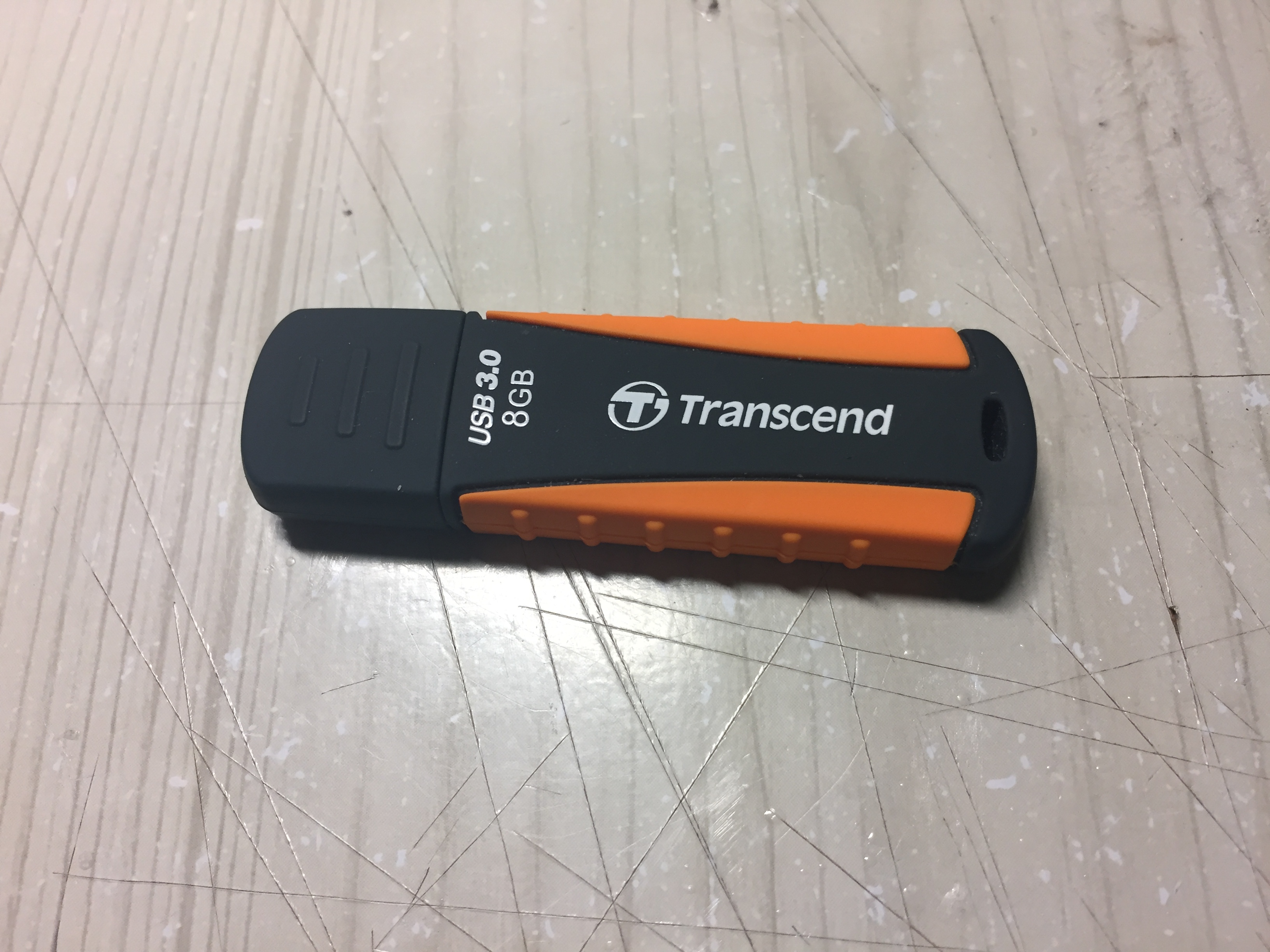
Transcend USB flash drives

Transcend Information (o semplicemente Transcend) è una società taiwanese di alta tecnologia con sede a Taipei.
Produce moduli di memoria, schede di memoria, chiavette usb, lettori mp3, prodotti multimediali, schede grafiche e accessori.
Trascend ha uffici negli Stati Uniti, Germania, Paesi Bassi, Regno Unito, Giappone, Hong Kong e Cina.
Transcend è stato il primo produttore di moduli di memoria taiwanese a ricevere la certificazione ISO 9001 e la prima impresa al mondo a offrire una garanzia a vita su tutti i moduli di memoria. Oggi non offre garanzia a vita su tutti i moduli di memoria.